# Euxoa cincta
Euxoa cincta är en fjärilsart som beskrevs av Barnes och Benjamin 1924. Euxoa cincta ingår i släktet Euxoa och familjen nattflyn. Inga underarter finns listade i Catalogue of Life.